# P. Carl Petersens Kollegium
P. Carl Petersens Kollegium er et kollegium i Skovshoved nord for København. Det er etableret af grosserer P. Carl Petersen, direktør for Nordisk Kaffe-Kompagni, der testamenterede sin villa Skovbakken på Strandvejen i Skovshoved til kollegieformål. Kollegiet åbnede i september 1948 efter en ombygning ved Thomas Havning. I begyndelsen var kollegiet forbeholdt medicinstuderende, samt studerende ved Handelshøjskolen. 
Den overdådige bolig blev oprindeligt bygget for grosserer Phillips og opført i 1899 af arkitekt Thorvald Gundestrup. Samme arkitekt udvidede huset for den nye ejer, grosserer Petersen, i 1906. I 1914 opførte P. Carl Petersen med Valdemar Birkmand som arkitekt en domestikbolig med tilhørende dobbeltgarage på grunden, og fra 1919 til 1922 blev selve hovedbygningen udvidet ved en større om- og tilbygning ved arkitekt Birkmand.
Kollegiet huser til daglig 34 studerende, som enten læser på Københavns Universitet eller Copenhagen Business School.